# Dicranomyia (Glochina) bangerteri
Dicranomyia (Glochina) bangerteri is een tweevleugelige uit de familie steltmuggen (Limoniidae). De soort komt voor in het Palearctisch gebied.